# カドゥウェラ
カドゥウェラ（シンハラ語: කඩුවෙල、英語: Kaduwela）は、スリランカの西部州コロンボ県の都市である。
スリランカ最大の都市コロンボの郊外で、コロンボの中心部から東に約16kmほどの距離に位置する。市域は南西で新首都であるスリジャヤワルダナプラコッテに接する。都市自治体である Municipal Council が置かれている。

## 地区
市域には以下のような地区が含まれる。
- カドゥウェラ
- コスワッタ
- バッタラムッラ
- ペラワッタ
- マーラベ